# ФК Иларион
Фудбалски клуб Иларион, црногорски је фудбалски клуб из Зете, који се такмичи у Трећој лиги Црне Горе — Центар.
Утакмице као домаћин игра на стадиону Свети Јован Владимир у Зети, капацитета 1.000 мјеста.

## Историја
Основан је 2010. године под именом Фер плеј и такмичио се само у млађим категоријама. Године 2019. оформљен је сениорски тим, који је такмичење почео у сезони 2019/20. у регији Центар у оквиру Треће лиге. Сезона је прекинута послије 17. кола због пандемије ковида 19 и одлучено је да табела буде коначна; завршио је на претпоследњем, деветом мјесту, са седам бодова. Сезону 2020/21. завршио је на седмом мјесту, након чега је сезону 2021/22. завршио на петом мјесту, а Вук Лукић је био најбољи стријелац лиге са 30 голова. Током сезоне такмичио се и ФК Иларион 2, који је завршио на 12 мјесту.
Сезону 2022/23. завршио је на десетом мјесту, а током сезоне, на утакмици против Адрие, Вук Лукић је постигао осам голова у побједи од 13 : 0.

## Резултати у такмичењима у Црној Гори
| Сезона   | Степен | Лига                | Бр.екипа           | Позиција            | Куп             |
| -------- | ------ | ------------------- | ------------------ | ------------------- | --------------- |
| 2019/20. | 3      | Трећа лига — Центар | 10                 | 9. мјесто           | Није учествовао |
| 2020/21. | 3      | Трећа лига — Центар | 13                 | 7. мјесто           | Није учествовао |
| 2021/22. | 3      | Трећа лига — Центар | 16                 | 5. мјесто           | Није учествовао |
| 2022/23. | 3      | Трећа лига — Центар | 13                 | 10. мјесто          | Није учествовао |
| 2023/24. | 3      | Трећа лига — Центар | 12                 | 5. мјесто           | Није учествовао |
| 2024/25. | 3      | Трећа лига — Центар | 22 (2 групе по 11) | 2. мјесто у групи Б | Није учествовао |

## Успјеси
| Такмичење                         | Такмичење                         | Број                              | Година                            |                                   |                                   |
| Трећа лига Црне Горе — Центар — 0 | Трећа лига Црне Горе — Центар — 0 | Трећа лига Црне Горе — Центар — 0 | Трећа лига Црне Горе — Центар — 0 | Трећа лига Црне Горе — Центар — 0 | Трећа лига Црне Горе — Центар — 0 |
| --------------------------------- | --------------------------------- | --------------------------------- | --------------------------------- | --------------------------------- | --------------------------------- |
| Трећа лига                        | Првак                             | 0                                 |                                   |                                   |                                   |
| Куп регије Центар — 0             |                                   |                                   |                                   |                                   |                                   |
| Регионални куп                    | Побједник                         | 0                                 |                                   |                                   |                                   |
| Регионални куп                    | Финалиста                         | 0                                 |                                   |                                   |                                   |